# Államok vezetőinek listája 380-ban
Ezen az oldalon az i. sz. 380-ban fennálló államok vezetőinek névsora olvasható földrészek, majd országok szerinti bontásban.

## Európa
- Római Birodalom
  - Császár (Nyugat): Gratianus (375–383)
  - Császár (Nyugat): II. Valentinianus (375–392)
  - Császár (Kelet): I. Theodosius (378–395) 
    - Consul: Gratianus császár
    - Consul: I. Theodosius császár

## Ázsia
- Armenia
  - Király: III. Arszakész (378–389)

- Ibériai Királyság
  - Király: III. Mithridatész (365–380)
  - Király: III. Aszpakourész (380–394)

- India
  - Anuradhapura
    - Király: I. Upatissza (370–412)

  - Gupta Birodalom
    - Király: II. Csandragupta (375–415)

  - Kadamba
    - Király: Kangavarman (355–380)
    - Király: Bhagiratha (380–410)

  - Pallava
    - Király: II. Szkandavarman (370–385)

  - Vákátaka
    - Király: I. Prithviszéna (355–380)
    - Király: II. Rudraszéna (380–390)

- Japán
  - Császár: Nintoku (313–399)

- Kína (Csin-dinasztia)/Tizenhat királyság
  - Császár: Csin Hsziao-vu-ti (372–396)
  - Korai Csin: Fu Csien (357–385)

- Korea
  - Pekcse
    - Király: Kunguszu (375–384)

  - Kogurjo
    - Király: Szoszurim (371–384)

  - Silla
    - Király: Nemul (356–402)

  - Kumgvan Kaja
    - Király: Isiphum (346–407)

- Szászánida Birodalom
  - Nagykirály: II. Ardasír (379–383)

## Afrika
- Akszúmi Királyság
  - Akszúmi uralkodók listája

## Amerika
- Tikal
  - Király: I. Yax Nuun Ayiin (378–410)

## Fordítás
- Ez a szócikk részben vagy egészben  a   Liste der Staatsoberhäupter 380 című német Wikipédia-szócikk ezen változatának fordításán alapul.  Az eredeti cikk szerkesztőit annak laptörténete sorolja fel. Ez a jelzés csupán a megfogalmazás eredetét és a szerzői jogokat jelzi, nem szolgál a cikkben szereplő információk forrásmegjelöléseként.